# Ambt Delden
Ambt Delden è un'ex-municipalità dei Paesi Bassi situata nella provincia dell'Overijssel. Soppressa 1º gennaio 2001, parte del suo territorio, è andato a costituire, insieme al territorio delle ex-municipalità di Diepenheim, Goor e Stad Delden e parte del territorio di Markelo, la municipalità di Hof van Twente, in parte incorporato in quello della municipalità di Almelo e in parte in quello della municipalità di Borne.